# Epipyrops cerolestes
Epipyrops cerolestes is een vlinder uit de familie Epipyropidae. De wetenschappelijke naam van deze soort is voor het eerst geldig gepubliceerd in 1947 door Tams.
De soort komt voor in tropisch Afrika.